# Axel Bentzen
Axel Bentzen (født 9.juli 1893 i København, død 6. februar 1952 samme sted) var en dansk autodidakt maler.
Bentzen gik som 14-årig i malerlære, men afbrød efter et par år og fortsatte som autodidakt. Han besøgte således Statens Museum for Kunst for at kopiere gamle mestre.
Bentzen var i en periode i 1930'erne medlem af Den Frie Udstilling og fra 1939 af kunstnersammenslutningen Grønningen. 1930 modtog han Eckersberg Medaillen.

## Udvalg af værker af Axel Bentzen
Axel Bentzen har malet en række værker.
- 1908-37. Vejen til Skagen I[7]
- 1925. Selvportræt[8]
- 1929. Platanvej. Sommer[9]
- 1934. Påskeliljer i vindueskarm[10]
- 1940-47. Læsende dame på veranda[11]
- 1942. Siddende model[12]
- 1945-46. Malerinden Martha Christensen[13]

## Galleri
| - Portrætter - Ung pige, 1917 - Fru Christensen, 1918 - Kvinde i rød kjole, 1918 - Kvinde, 1936 - Kunsthandler Edvard Brink, 1941 - Siddende model, 1942 - Malerinden Martha Christiansen, 1945 - Pige i blå kjole, ukendt dato - Portræt af herre, ukendt dato - Portræt af dreng, ukendt dato |

| - Naturscener – landskaber – blomster – interiører - Landskabsparti med by i baggrunden, 1914 - Gadeparti, 1915 - Landskab med huse, 1918 - Parti fra en kirkegård, 1921 |

| - Fjordparti, 1922 - Gadeparti, 1922 - Opstilling i vase med rosa blomster, 1922 - Sommerlandskab med huse i baggrunden, 1922 - Blomster på bord med udsigt gennem tagvindue, 1924 - Parti fra en park, ml. 1933 og 1938 - Påskeliljer i et vindue, 1934 - Interiør fra atelier, ca. 1946 - Strandparti med spadserende, ukendt dato - Parti fra Københavns havn, ukendt dato |